# 이필모
이필모(李必模, 1974년 6월 26일 ~ )는 대한민국의 배우이다.

## 학력
- 세화고등학교 (졸업)
- 서울예술대학 연극과 (전문학사)
- 한양대학교 연극영화학과 (학사)

## 출연 작품

### 드라마
- 2002년 MBC 아침드라마 《내 이름은 공주》
- 2003년 MBC 대하드라마  《대장금》
- 2003년 KBS2 옴니버스드라마 《부부클리닉 사랑과 전쟁 - 형수와 도련님》 ... 최승우 역
- 2003년 MBC 단막극 《MBC 베스트극장 - 사랑... 비탈길에 서다》 ... 안승우 역
- 2004년 KBS2 월화드라마 《낭랑 18세》 ... 약혼하는 남자 역
- 2004년 KBS2 단막극 《KBS 드라마시티 - 다함께 차차차》 ... 이동준 역
- 2004년 KBS2 단막극 《KBS 드라마시티 - 으라차차 첫날밤》 ... 강봉수 역
- 2005년 MBC 단막극 《MBC 베스트극장 - 타인의 취향》 ... 서유진 역
- 2005년 SBS 설날특집극 《박치기 왕》 ... 거대풍군 병원의 의사 역
- 2005년 KBS2 단막극 《KBS 드라마시티 - 쇼킹한 결혼》 ... 장혁 역
- 2005년 KBS2 단막극 《KBS 드라마시티 - 내가 만난 108명의 남자》 ... 성진우 역
- 2005년 KBS1 TV소설 《강이 되어 만나리》 ... 박상태 역
- 2005년 KBS2 아침드라마 《아줌마가 간다》 ... 심우찬 역
- 2007년 KBS2 주말연속극 《며느리 전성시대》 ... 조인우 역
- 2008년 KBS1 일일연속극 《너는 내 운명》 ... 김태영 역
- 2009년 KBS2 주말연속극 《솔약국집 아들들》 ... 송대풍 역
- 2010년 MBC 수목드라마 《아직도 결혼하고 싶은 여자》 ... 윤상우 역
- 2010년 MBC 주말 특별기획 《김수로》 ... 석탈해 역
- 2011년 KBS2 주말연속극 《사랑을 믿어요》 ... 김우진 역
- 2010년 KBS2 단막극 《KBS 드라마 스페셜 - 수호천사 김영구》 ... 김영구(K) 역
- 2011년 MBC 월화드라마 《빛과 그림자》 ... 차수혁 역
- 2014년 tvN 금토드라마 《응급남녀》 ... 국천수 역
- 2014년~2015년 SBS 드라마스폐셜 《피노키오》 ... 황교동 역
- 2014년 SBS 주말 특별기획 《내 마음 반짝반짝》 ... 장순철 역
- 2014년 SBS 특집드라마 《에이스》 ... 가형우 역
- 2015년 KBS2 월화드라마 《후아유 - 학교 2015》 ... 김준석 역
- 2015년 MBC 주말드라마 《가화만사성》 ... 유현기 역
- 2015년 tvN 월화드라마 《또! 오해영》 ... 박도경의 아버지 역
- 2016년 MBC 일일연속극 《돌아온 복단지》 ... 오민규 역
- 2018년 SBS 월화드라마 《해치》 ... 한정석 역
- 2019년 KBS2 주말드라마 《한 번 다녀왔습니다》 ... 이현 역
- 2021년 KBS2 월화드라마 《연모》 ... 혜종 역
- 2023년 JTBC 수목드라마 《이 연애는 불가항력》 ... 장세헌 역
- 2025년 KBS2 주말드라마 《독수리 5형제를 부탁해!》 ... 오장수 역

### 영화
- 1998년 《쉬리》 ... 북한 특수 8군단 역
- 2003년 《아리랑》 ... 윤현구 역
- 2004년 《바람의 전설》 ... 꽃미남 역
- 2010년 《아빠가 여자를 좋아해》 ... 민규 역
- 2011년 《사물의 비밀》 ... 복사기 / 노숙자 역
- 2013년 《슈퍼맨 강보상》 ... 강보상 역
- 2018년 《속닥속닥》 ... 최 회장 역
- 2020년 《소리꾼》 ... 영조 역 (우정출연)
- 2021년 《용루각2: 신들의 밤》 ... 오성 역

### 뮤지컬
- 2002년 이전 《명성황후》, 《오이디푸스》, 《남자 넌센스》, 《스트라이더》, 《춤추는 새벽》, 《루루》, 《서 푼짜리 오페라》 외 다수
- 2004년 《투맨》 ... 동생 역
- 2007년 《진짜 진짜 좋아해》 ... 진영 역
- 2008년 《남한산성 (뮤지컬)》 ... 오달제 역
- 2012년 《사운드 오브 뮤직》 ... 폰트랍 대령 역
- 2015년 《오셀로》 ... 오셀로 역
- 2015년 《서울의 달》 ... 김홍식 역

### 라디오
- 2014년 SBS 파워FM 《공형진의 씨네타운》
- 2014년 SBS 파워FM 《두시 탈출 컬투쇼》
- 2015년 MBC FM4U 《박지윤의 FM 데이트》 - 5분드라마
- 2015년 SBS 파워FM 《김창렬의 올드스쿨》

### 예능
- 2002년 MBC 《오늘밤 좋은밤》
- 2008년 KBS2 《상상플러스 시즌2》 216회
- 2008년 KBS2 《해피투게더》 92회
- 2008년 SBS 《설특집 야심만만2》 예능선수촌 26 ~ 27회
- 2012년 MBC 《세상의 모든 여행》 4부작 살람 인 모로코 편
- 2012년 SBS 《정글의 법칙 in 뉴질랜드》 7기 멤버
- 2013년 tvN 《노래로 응답하라》 응급남녀 편
- 2014년 MBC 《미스터리 음악쇼 복면가왕》 - 블링블링 해피뉴이어
- 2017년 MBC 《나 혼자 산다》
- 2017년 MBC 《이불밖은 위험해》
- 2017년 TV조선 《우리가 잊고 지냈던, 연애의 맛》
- 2022년 tvN 《줄 서는 식당》 - 41회

### 광고 모델
- 2002년 대우 일렉트로닉스 첫 아이
- 2003년 공익광고 신용관리 편 / E&C건설 / 쌍용제지 큐티 / 대신증권 리더스랩 적립형
- 2004년 하이투자증권 / 로케트파워
- 2007년 의류 필모아
- 2009년 롯데리아 불새버거
- 2010년 농협 목우촌 순진 무가 / 농심 소고기 짜장면
- 2012년 그린조이
- 2015년 OK저축은행

## 홍보대사
- 2009년 우리복지 홍보대사
- 2010년 밀알복지재단 홍보대사
- 2025년 대전광역시 홍보대사

## 수상 및 후보
| 연도 | 시상식                         | 부문                           | 작품                            | 결과 |
| ---- | ------------------------------ | ------------------------------ | ------------------------------- | ---- |
| 2007 | KBS 연기대상                   | 남자 신인상                    | 며느리 전성시대 , 아줌마가 간다 | 후보 |
| 2007 | KBS 연기대상                   | 남자 조연상                    | 며느리 전성시대 , 아줌마가 간다 | 수상 |
| 2008 | KBS 연기대상                   | 일일극부문 남자 우수연기상     | 너는 내 운명                    | 수상 |
| 2009 | 제9회 대한민국영상대전         | 탤런트부문 포토제닉상          | 빈칸                            | 수상 |
| 2009 | KBS 연기대상                   | 베스트커플상(with 유선)        | 솔약국집 아들들                 | 수상 |
| 2009 | KBS 연기대상                   | 장편드라마부문 남자 우수연기상 | 솔약국집 아들들                 | 후보 |
| 2012 | MBC 연기대상                   | 특별기획부문 남자 우수연기상   | 빛과 그림자                     | 후보 |
| 2015 | 서울사회복지대회               | 서울특별시장상                 | 빈칸                            | 수상 |
| 2016 | 제4회 아시아태평양 스타 어워즈 | 장편드라마부문 남자 우수연기상 | 가화만사성                      | 수상 |
| 2016 | MBC 연기대상                   | 연속극부문 남자 황금연기상     | 가화만사성                      | 수상 |
| 2017 | 제24회 대한민국문화연예대상    | 드라마부문 남자 최우수연기상   | 돌아온 복단지                   | 수상 |
| 2023 | KBS 연예대상                   | 리얼리티부문 신인상            | 슈퍼맨이 돌아왔다               | 후보 |